# Stati che aderiscono allo Statuto di Roma
     Paesi che aderiscono allo Statuto
     Paesi che hanno firmato ma non ratificato il trattato
     Paesi che hanno firmato ma hanno poi ritirato la firma dallo statuto
     Paesi che avevano ratificato il trattato ma si sono ritirati
     Paesi che non hanno né firmato né aderito allo statuto

Paesi che aderiscono allo Statuto
Paesi che hanno firmato ma non ratificato il trattato
Paesi che hanno firmato ma hanno poi ritirato la firma dallo statuto
Paesi che avevano ratificato il trattato ma si sono ritirati
Paesi che non hanno né firmato né aderito allo statuto

I paesi che aderiscono allo Statuto di Roma della Corte penale internazionale sono gli Stati Parte della Corte penale internazionale (CPI) che hanno aderito allo Statuto di Roma, accettando quindi la competenza sovranazionale di un organismo giurisdizionale nel caso di gravi violazioni delle convenzioni di Ginevra, crimini di guerra, genocidio, crimini contro l'umanità e crimine di aggressione.

## Assemblea degli Stati Parte - ASP
I paesi che aderiscono allo Statuto di Roma si riuniscono nella Assemblea degli Stati Parte - ASP, un organismo assembleare su base democratica (uno stato un voto) con potere legislativo e di controllo sulle attività amministrative della Corte penale internazionale. L'ASP elegge: il cancelliere; il procuratore capo, il primo e il secondo vice procuratore; i 18 giudici che svolgono l'attività giurisdizionale ed a loro volta eleggono, riuniti in camera di consiglio, il presidente e il vice presidente della CPI.
L'ASP, inoltre, elegge i componenti il direttivo del Trust Fund per le vittime e i testimoni e quelli del direttivo del Comitato per il budget e le finanze. Tutti gli organi della CPI portano in discussione nell'ASP i report con le attività svolte. Il Comitato budget and finance vaglia le effettive richieste dei vari organi della CPI e successivamente presenta all'ASP il report finanziario, che viene discusso dagli Stati Parte riuniti in Assemblea. L'ASP discute di questioni collegate alle attività della Corte, quali ad esempio la definizione del crimine di aggressione.
L'Assemblea degli Stati Parte è rappresentata da un bureau composto da un presidente, due vice presidenti e 18 rappresentanti eletti per un termine di tre anni. Attualmente le cariche sono ricoperte da:
- presidente: Tiina Intelmann (Estonia)
- vice-presidenti:
  - Markus Börlin (Svizzera)
  - Ken Kanda (Ghana)
- Rapporteur: Alejandra Quezada (Cile)
- Altri stati membri del Bureau: Argentina, Belgio, Brasile, Canada, Cile, Repubblica Ceca, Gabon, Finlandia, Ungheria, Giappone, Nigeria, Portogallo, Repubblica di Corea, Samoa, Slovacchia, Sud Africa, Trinidad e Tobago, Uganda.

"Il primo presidente dell'ASP è stato l'ambasciatore principe Zeid Ra'ad Zeid Al Hussein di Giordania, seguito da Bruno Stagno Ugarte della Costa Rica", poi da Christian Wenaweser del Liechtenstein.

## Gli Stati parte
Gli Stati parte sono 125, in ordine alfabetico:
1. Afghanistan
2. Albania
3. Andorra
4. Antigua e Barbuda
5. Argentina
6. Armenia
7. Australia
8. Austria
9. Bangladesh
10. Barbados
11. Belgio
12. Belize
13. Benin
14. Bolivia
15. Bosnia ed Erzegovina
16. Botswana
17. Brasile
18. Bulgaria
19. Burkina Faso
20. Cambogia
21. Canada
22. Capo Verde
23. Ciad
24. Cile
25. Cipro
26. Colombia
27. Comore
28. Corea del Sud
29. Rep. del Congo
30. Costa d'Avorio
31. Costa Rica
32. Croazia
33. Danimarca
34. Dominica
35. Ecuador
36. El Salvador
37. Estonia
38. Figi
39. Finlandia
40. Francia
41. Gabon
42. Gambia
43. Georgia
44. Germania
45. Ghana
46. Giappone
47. Gibuti
48. Giordania
49. Grecia
50. Grenada
51. Guatemala
52. Guinea
53. Guyana
54. Honduras
55. Irlanda
56. Islanda
57. Isole Cook
58. Isole Marshall
59. Italia
60. Kenya
61. Kiribati
62. Lesotho
63. Lettonia
64. Liberia
65. Liechtenstein
66. Lituania
67. Lussemburgo
68. Macedonia del Nord
69. Madagascar
70. Malawi
71. Maldive
72. Mali
73. Malta
74. Mauritius
75. Messico
76. Moldavia
77. Mongolia
78. Montenegro
79. Namibia
80. Nauru
81. Niger
82. Nigeria
83. Norvegia
84. Nuova Zelanda
85. Paesi Bassi
86. Palestina
87. Panama
88. Paraguay
89. Perù
90. Polonia
91. Portogallo
92. Regno Unito
93. Rep. Ceca
94. Rep. Centrafricana
95. RD del Congo
96. Rep. Dominicana
97. Romania
98. Saint Kitts e Nevis
99. Saint Vincent e Grenadine
100. Saint Lucia
101. Samoa
102. San Marino
103. Senegal
104. Serbia
105. Sierra Leone
106. Seychelles
107. Slovacchia
108. Slovenia
109. Spagna
110. Sudafrica
111. Suriname
112. Svezia
113. Svizzera
114. Tagikistan
115. Tanzania
116. Timor Est
117. Trinidad e Tobago
118. Tunisia
119. Ucraina
120. Uganda
121. Ungheria
122. Uruguay
123. Vanuatu
124. Venezuela
125. Zambia

Il Burundi e le Filippine si sono ritirati dal trattato di Roma, ai sensi dell'art. 127 dello Statuto, con effetto rispettivamente dal 27 ottobre 2017 e dal 17 marzo 2019.
Il Gambia ed il Sudafrica, dopo aver formalmente notificato il proprio ritiro, lo hanno in seguito revocato prima che divenisse effettivo, in data rispettivamente 10 febbraio e 7 marzo 2017.
Nel febbraio del 2025, a seguito di un mandato di arresto della Corte nei confronti della guida suprema Hibatullah Akhundzada e del giudice supremo Abdul Hakim Haqqani, il governo dei talebani, che non è internazionalmente riconosciuto, ha emanato un decreto teso a ritirare, con effetto immediato, l'Afghanistan dalla C.P.I. e ad annullare retroattivamente l'adesione del 2003.
Il 3 aprile 2025, poche ore prima di ricevere in visita ufficiale il primo ministro israeliano Benjamin Netanyahu, colpito da un mandato di cattura della CPI come sospetto autore di crimini di guerra, il presidente ungherese Viktor Orbán ha annunciato l'intenzione del suo paese di ritirarsi dalla Statuto di Roma: il passo è motivato, secondo il governo ungherese, dall'avvenuta trasformazione della Corte in un "tribunale politico", come "chiaramente dimostrato" dall'azione aperta contro Netanyahu. In data 29 aprile 2025, il ministro degli esteri ungherese, Péter Szijjártó ha comunicato l'avvenuta approvazione, da parte del parlamento, della proposta di recesso dalla Corte. Ai sensi dell'art. 127 dello Statuto di Roma, tale recesso non potrà avere effetto prima di un anno dalla data di notifica alla Corte.

### Il caso dell'Ucraina
L'Ucraina, pur avendo sottoscritto lo Statuto di Roma il 20 gennaio 2000, ha ultimato le procedure di ratifica parlamentare solo il 21 agosto 2024, con voto quasi unanime della Verchovna Rada: la legge di ratifica contiene però una dichiarazione, ai sensi dell'art. 124 dello Statuto (peraltro in via di abrogazione), con la quale, per sette anni dall’effettiva entrata in vigore della ratifica, l’Ucraina “non riconoscerà la giurisdizione della Corte penale internazionale” sui crimini di guerra “quando sia possibile che il fatto sia stato commesso da suoi cittadini”. Secondo il sito della Nazioni Unite sui trattati internazionali, la ratifica ha prodotto i suoi effetti giuridici in data 25 ottobre 2024. In precedenza, peraltro, l'Ucraina aveva addirittura ratificato, fin dal 29 gennaio 2007, la «Convenzione sui privilegi e le immunità della Corte penale internazionale», che era diventata quindi esecutiva nei suoi confronti il 28 febbraio dello stesso anno, e aveva accettato ufficialmente per due volte la giurisdizione della Corte ai sensi dell'art. 12, comma 3, dapprima solo per crimini compiuti sul suo territorio dal 21 novembre 2013 al 22 febbraio 2014, poi anche per il periodo successivo, indefinitamente.